# Tuna Kiremitçi

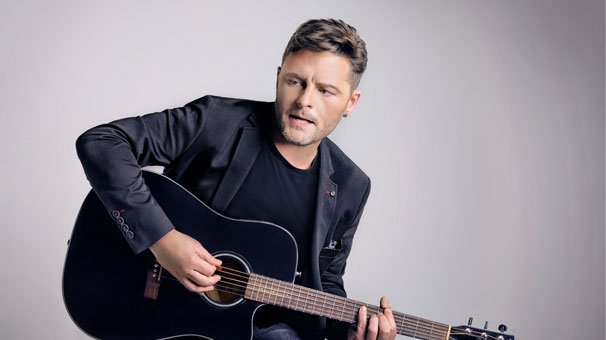
Tuna Kiremitçi

Tuna Kiremitçi (* 24. Februar 1973 in Eskişehir) ist ein türkischer Musiker und Schriftsteller.

## Karriere
Seine Familie stammt ursprünglich aus Plowdiw. Er studierte an der Mimar Sinan Üniversitesi.
Das erste Album Kendi Halinde erschien im Jahr 2007. Zudem brachte er mit der Rockgruppe Atlas das Album Selam Yabancı heraus. 2013 erschien eine Adaption als Film zu seinem Roman Bu İşte Bir Yalnızlık Var. Zehn Jahre später machte Tuna Kiremitçi mit der Alben-Reihe Tuna Kiremitçi ve Arkadaşları auf sich aufmerksam, auf denen viele türkische Künstlerinnen wie Yıldız Tilbe, Sena Şener, Pamela Spence oder Aydilge zu hören sind.
Im Jahr 2020 gewann er einen Altın Kelebek Award in der Kategorie Bestes Musikprojekt (für Tuna Kiremitçi ve Arkadaşları, Vol. 2).
Die veröffentlichten Songs Birden Geldin Aklıma, Yine Sevebilirim und Diğer Yarım wurden sehr erfolgreich. 2021 veröffentlichte er sein Roman Mezun Cinayetleri.

## Diskografie

### Alben
- 2007: Kendi Halinde
- 2017: Tuna Kiremitçi ve Arkadaşları
- 2019: Tuna Kiremitçi ve Arkadaşları, Vol. 2
- 2021: On Numara Olaylar
- 2023: Tuna Kiremitçi ve Arkadaşları, Vol. 3

### Singles
| - 2016: Uçmak İstiyorsan (mit Pamela Spence) - 2016: İyi Şeyler (mit Öykü Gürman) - 2016: Hayatının Hatası (mit Gülçin Ergül) - 2016: Sana Dair (mit Gonca Vuslateri) - 2016: Bu Aşk Burada Biter (mit Jehan Barbur) - 2016: Bana Sebepsin (mit Özge Fışkın) - 2017: Bu Kaçıncı Sonbahar (mit Gökçe Bahadır) - 2017: Birden Geldin Aklıma (mit Sena Şener) - 2017: Yine Sevebilirim (mit Yıldız Tilbe) - 2018: Gelse De Ayrılık (mit Yıldız Tilbe) - 2018: İstanbul Köleleri - 2018: Senden Kalan Her Şey (mit Eda Baba) - 2018: Görmüyorsun (mit Gözde Öney) - 2018: Yalnızlığıma Ver (mit Ece Mumay) - 2019: Balkan Kızı (mit Elis Dubaz) - 2019: Bana Bir Düş Borçlusun (mit Zara) - 2019: Diğer Yarım (mit Tuvana Türkay) | - 2022: Gecenin Haberi Var (mit Aydilge) - 2022: Gerçekten Aşk Yoksa (mit Serhat Kiremitçi) - 2022: Deli Dans (mit Işıl Ayman) - 2022: Sevmek Mi Sevilmek Mi (mit Ceren Gündoğdu) - 2022: Aşkınla Her Şey Oldum (mit Zuhal Olcay) - 2022: Ne Uğruna (mit Burcu Tatlıses) - 2022: Nema Problema (mit Gökçe) - 2022: Kor Gibi (mit Lütfiye Özipek) - 2022: İkimizden Konuşalım (mit Su Soley) - 2023: Koru Beni (mit Simge Pınar) - 2023: Bir Eflatun Ölüm (mit Burcu Tatlıses) - 2023: Affet (mit Candan Erçetin) - 2024: While Araxes River Flows - 2024: Haydi Çık Gel Alıp Gözlerini (mit Müge Alpay) - 2024: Ellerimde Çiçekler - 2025: Allah'la Aramızda |

## Werke (Auswahl)
- 1994: Ayabakanlar/İlk Yapıtları
- 2003: Bu İşte Bir Yalnızlık Var
- 2014: Sonun Geldi Sevgilim
- 2015: Güneş'i Kıskandıran Kız
- 2015: Uçan Halıların Ayrodinamik Sorunları
- 2016: Kendi Seven Ağlamaz
- 2017: Bir Uyumsuz Bulut
- 2021: Mezun Cinayetleri
- 2022: Perinin Ölümü

## Auszeichnungen
- 2020: Altın Kelebek Award in der Kategorie Bestes Musikprojekt (für Tuna Kiremitçi ve Arkadaşları, Vol. 2)